# Сарсангское водохранилище
Сарсангское водохранилище (азерб. Sərsəng su anbarı) — водохранилище на реке Тертер в Агдеринском районе Азербайджана, крупнейшее по размерам в Карабахском экономическом районе. Объём воды — 0,56 км³, площадь — 13,85 км². Обеспечивает водой Сарсангскую ГЭС.
С начала 1990-х годов до военной операции Азербайджана в сентябре 2023 года фактически контролировалось непризнанной Нагорно-Карабахской Республикой согласно административно-территориальному делению которой располагалось в Мартакертском районе.

## История
Сарсангское водохранилище построено на территории Мардакертского (ныне Агдеринского) района на реке Тертер. Введено в эксплуатацию в 1976 году.  
До перехода в результате Карабахского конфликта под контроль непризнанной Нагорно-Карабахской Республики территорий так называемого «пояса безопасности», Сарсангское водохранилище обеспечивало оросительными водами до 130 000 га земельных участков в 6 районах Азербайджана (Тертер, Барда, Агдам, Геранбой, Евлах и Агджабеди). 
После перехода под контроль непризнанной НКР, в результате невозможности использования водохранилища, отсутствие орошения сельскохозяйственных растений нанесло большой ущерб Азербайджану. В августе 2013 года НКР предлагала совместно использовать оросительные воды Сарсанга, эту идею поддержал и американский сопредседатель Минской группы ОБСЕ Джеймс Уорлик.

В результате военной операции в сентябре 2023 года Азербайджан восстановил свой контроль над Сарсангским водохранилищем.

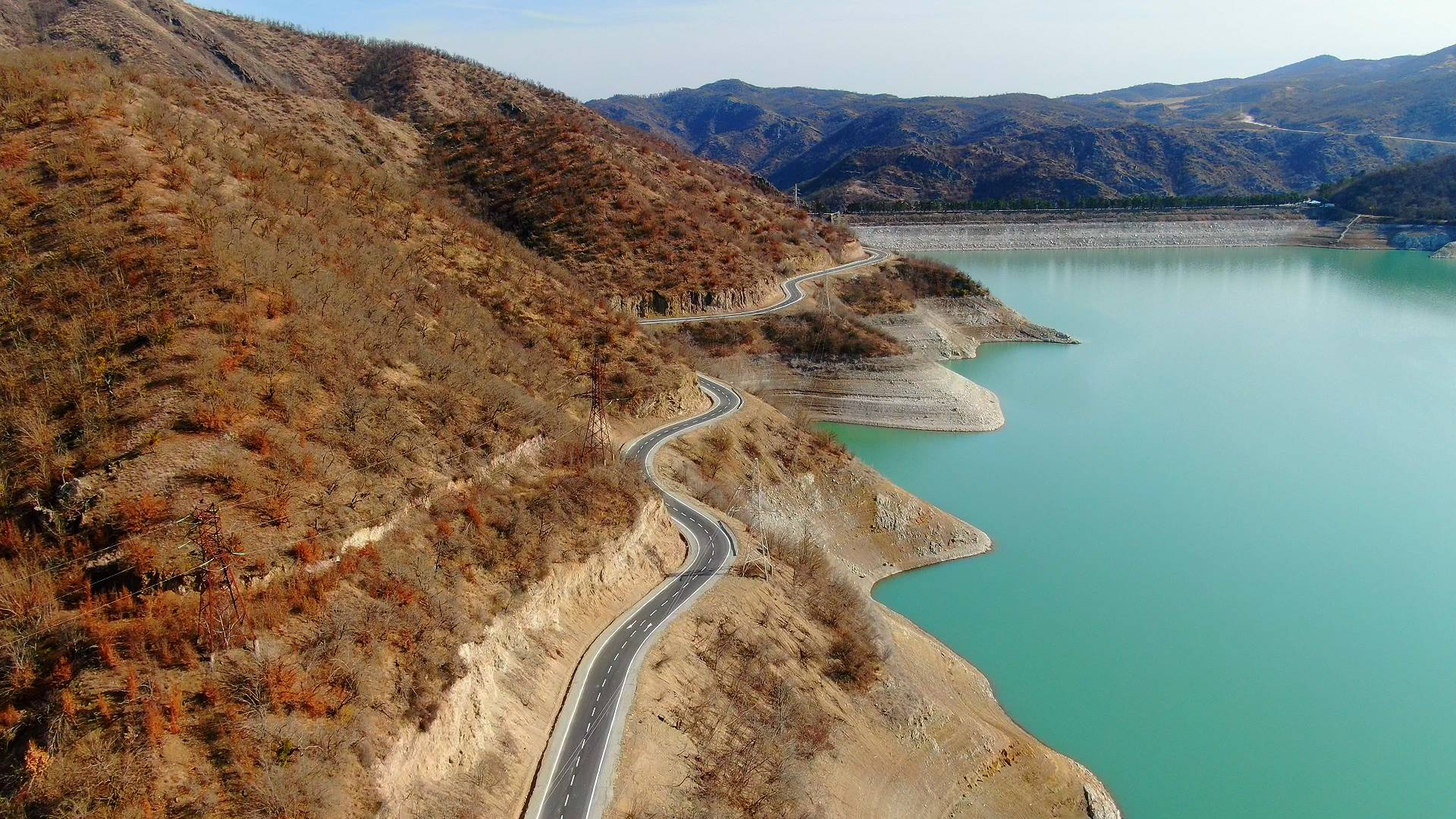
Дорога от водохранилища к селу Умудлу

В марте 2025 года открыта автомобильная дорога от водохранилища к селу Умудлу.

## Характеристики
Объём водохранилища составляет 560 млн. м3. Высота плотины — 125 м, длина — 555 м, ширина — 10,2 м. Площадь орошения составляет 96 тысяч гектар.
На плотине водохранилища действует гидроэлектростанция мощностью 50 мегаватт.

## Галерея

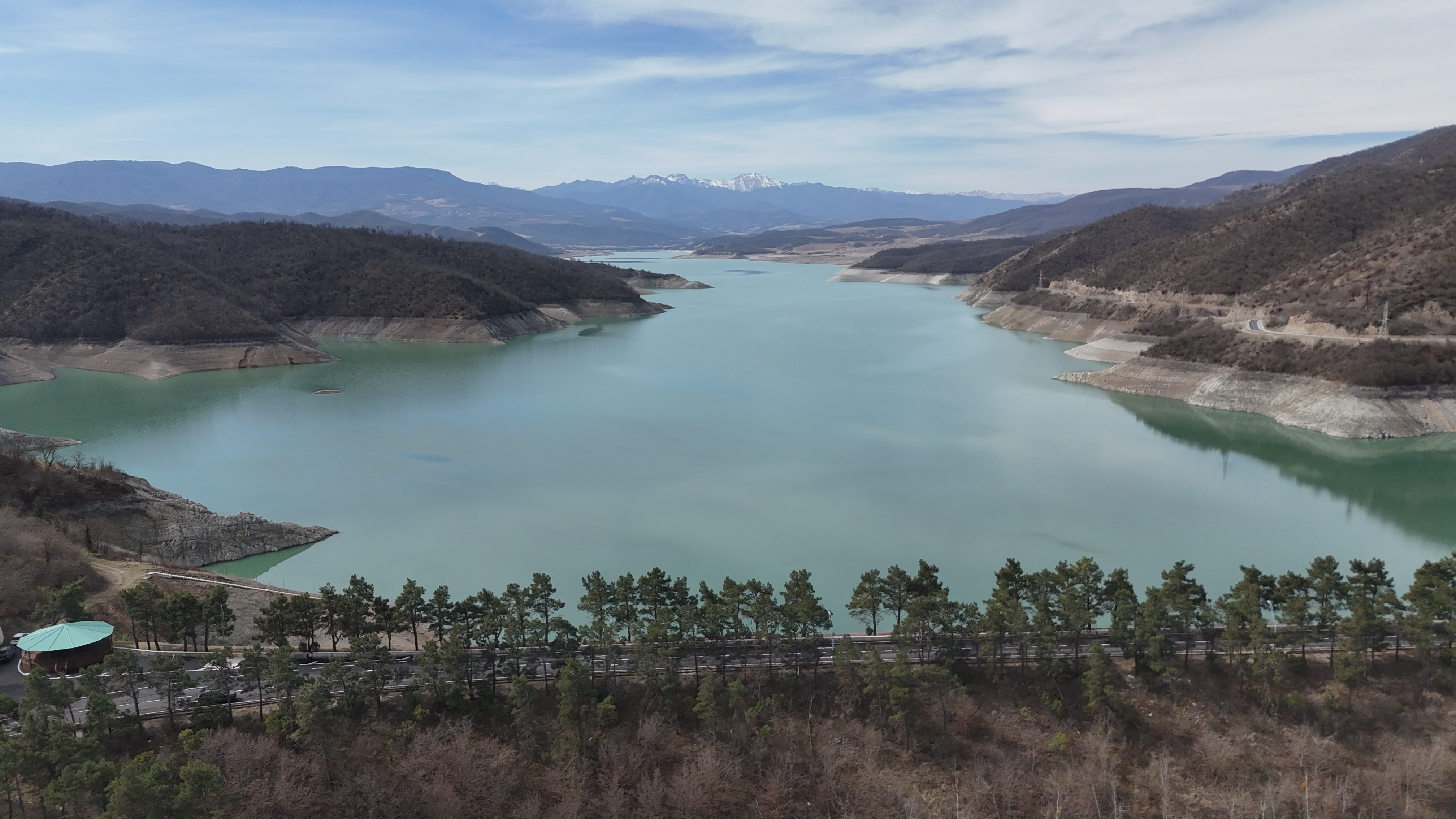
Март 2025
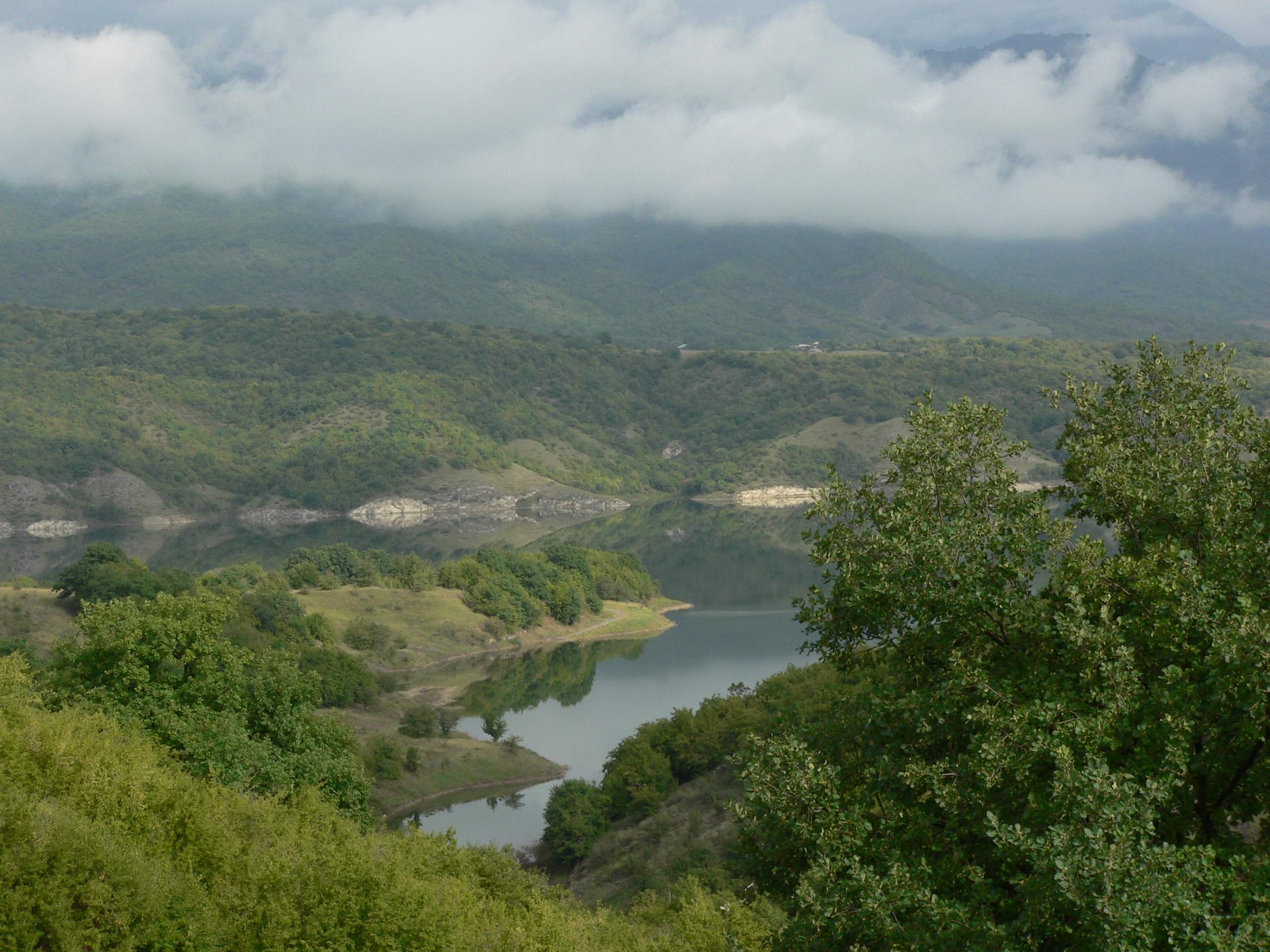
Сарсангское водохранилище